# Jacques de Lajoüe
Jacques de Lajoüe (Parigi, 1686 – Parigi, 1761) è stato un pittore francese.

## Biografia

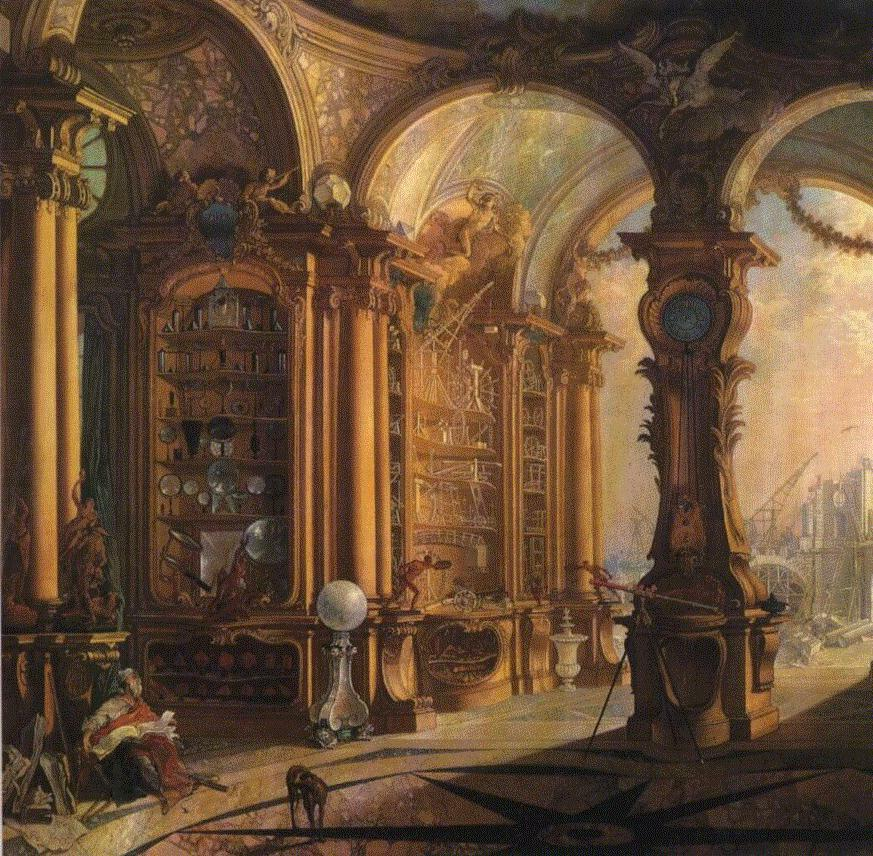
Il gabinetto di fisica di Bonnier de La Mosson, Beit Collection, Blessington, Irlanda

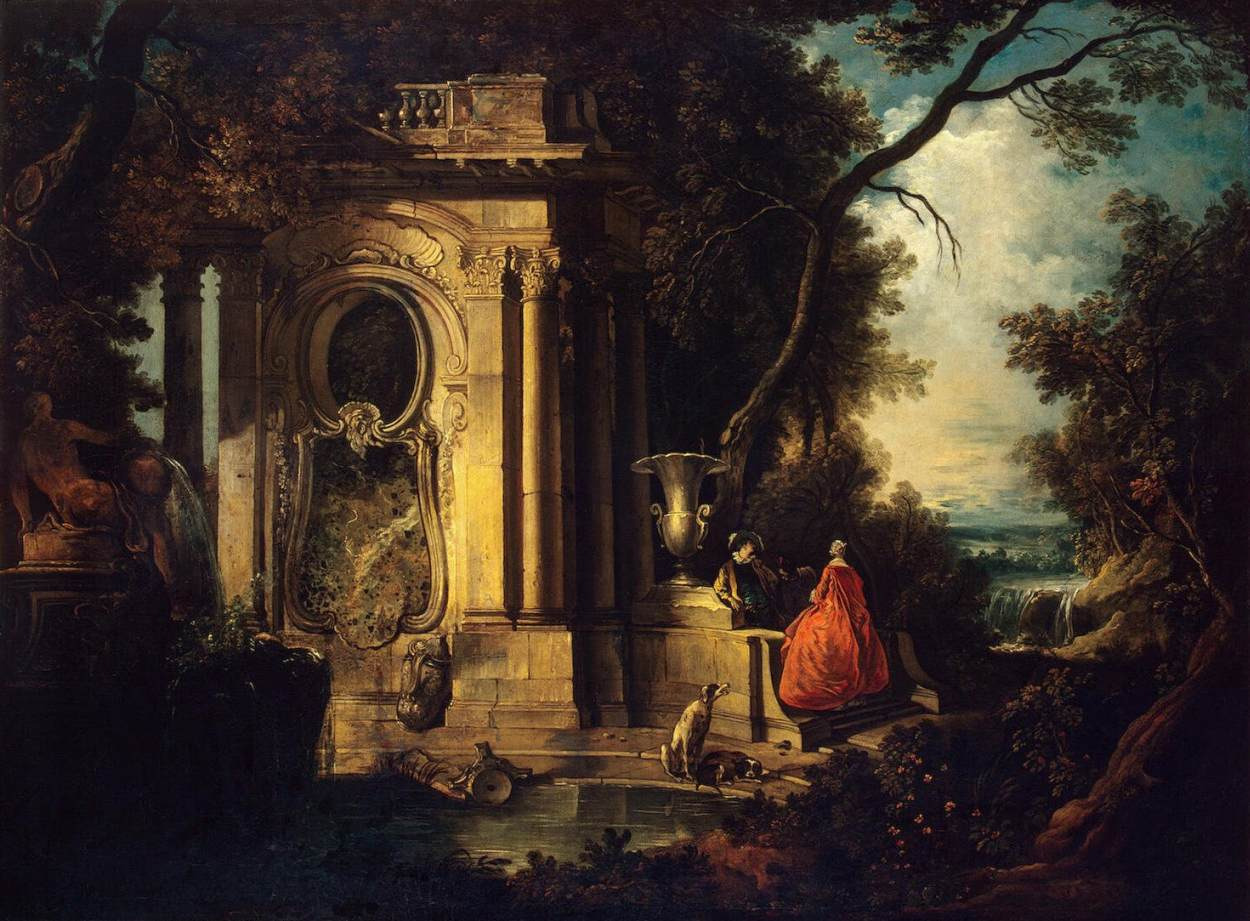
Scena in un parco, Ermitage, San Pietroburgo

Figlio di un architetto, fu ammesso all'Accademia nel 1721. È definito da Blondel uno dei primi tre inventori del genere pittoresco, assieme a Pineau e Juste-Aurèle Meissonnier.
Fu autore di numerosi progetti di giardini immaginari, il cui impianto si accorda alla rocaille lanciata da Meissonnier; lavorò anche ad alcune decorazioni teatrali, conservate ora al Museo dell'Opera di Parigi.
La parte più importante del suo lavoro è costituita da composizioni decorative, come quelle conservate a Pontoise e quelle del Petit Palais di Parigi. Inoltre produsse scene di genere fantastico, come Il gabinetto di fisica di Bonnier de La Mosson della Beit Collection di Blessington, ma è divenuto celebre per i paesaggi carichi di elementi architettonici, trattati con uno stile chiaro, che ricorda le immagini pastorali di François Boucher. Esempi caratteristici si trovano al Louvre, all'Ermitage di San Pietroburgo e nei musei di Avignone e di Darmstadt.
Eseguì anche svariati ritratti, tra cui l'Autoritratto con la famiglia del 1757.